# Nederlandse kampioenschappen indooratletiek 2020
De Nederlandse kampioenschappen indooratletiek 2020 werden op zaterdag 22 en zondag 23 februari 2020 georganiseerd. Plaats van handeling was het sportcentrum Omnisport Apeldoorn. Tijdens deze kampioenschappen evenaarde polsstokhoogspringer Rutger Koppelaar met zijn winnende sprong van 5,75 m het Nederlandse indoorrecord van Rens Blom uit 2003. Bij de vrouwen was er, eveneens bij het polsstokhoogspringen, succes voor Femke Pluim, die zich met 4,45 m kwalificeerde voor de EK in Parijs.
Het NK Indoor Meerkamp werd gehouden in het weekend van 8 en 9 februari in Apeldoorn.

## Uitslagen

### 60 m
| rang   | atleet          | prestatie |
| ------ | --------------- | --------- |
| Goud   | Joris van Gool  | 6,62 s    |
| Zilver | Raphael Bouju   | 6,70 s    |
| Brons  | Hensley Paulina | 6,72 s    |

| rang   | atlete        | prestatie |
| ------ | ------------- | --------- |
| Goud   | N'ketia Seedo | 7,24 s    |
| Zilver | Naomi Sedney  | 7,28 s    |
| Brons  | Nadine Visser | 7,30 s    |

### 200 m
| rang   | atleet          | prestatie |
| ------ | --------------- | --------- |
| Goud   | Onyema Adigida  | 20,90 s   |
| Zilver | Sawa Bezelev    | 22,23 s   |
| Brons  | Victor Strijbis | 22,27 s   |

| rang   | atlete           | prestatie |
| ------ | ---------------- | --------- |
| Goud   | Lisanne de Witte | 23,86 s   |
| Zilver | Kadene Vassell   | 23,91 s   |
| Brons  | Leonie van Vliet | 24,15 s   |

### 400 m
| rang   | atleet          | prestatie |
| ------ | --------------- | --------- |
| Goud   | Tony van Diepen | 46,44 s   |
| Zilver | Terrence Agard  | 46,84 s   |
| Brons  | Jochem Dobber   | 46,85 s   |

| rang   | atlete           | prestatie |
| ------ | ---------------- | --------- |
| Goud   | Lieke Klaver     | 52,45 s   |
| Zilver | Femke Bol        | 52,78 s   |
| Brons  | Eveline Saalberg | 53,65 s   |

### 800 m
| rang   | atleet                 | prestatie |
| ------ | ---------------------- | --------- |
| Goud   | Djoao Lobles           | 1.50,23   |
| Zilver | Maarten Plaum          | 1.50,33   |
| Brons  | Ludo Van Nieuwenhuizen | 1.51,52   |

| rang   | atlete                  | prestatie |
| ------ | ----------------------- | --------- |
| Goud   | Suzanne Voorrips        | 2.07,47   |
| Zilver | Sanne Wolters-Verstegen | 2.08,20   |
| Brons  | Marissa Damink          | 2.08,60   |

### 1500 m
| rang   | atleet                | prestatie |
| ------ | --------------------- | --------- |
| Goud   | Robin van Riel        | 3.50,53   |
| Zilver | Jaap Gerben Vellinga  | 3.50,90   |
| Brons  | Jelmer van der Linden | 3.51,65   |

| rang   | atlete            | prestatie |
| ------ | ----------------- | --------- |
| Goud   | Britt Ummels      | 4.24,69   |
| Zilver | Lotte Krause      | 4.25,57   |
| Brons  | Jetske van Kampen | 4.25,99   |

### 3000 m
| rang   | atleet       | prestatie |
| ------ | ------------ | --------- |
| Goud   | Mike Foppen  | 7.54,85   |
| Zilver | Noah Schutte | 7.56,46   |
| Brons  | Stan Niesten | 8.01,37   |

| rang   | atlete              | prestatie |
| ------ | ------------------- | --------- |
| Goud   | Britt Ummels        | 9.15,08   |
| Zilver | Julia van Velthoven | 9.15,92   |
| Brons  | Lotte Krause        | 9.29,51   |

### 60 m horden
| rang   | atleet              | prestatie |
| ------ | ------------------- | --------- |
| Goud   | Liam van der Schaaf | 7,85 s    |
| Zilver | Koen Smet           | 7,89 s    |
| Brons  | Paul Groen          | 8,18 s    |

| rang   | atlete        | prestatie |
| ------ | ------------- | --------- |
| Goud   | Nadine Visser | 8,06 s    |
| Zilver | Zoë Sedney    | 8,18 s    |
| Brons  | Anouk Vetter  | 8,46 s    |

### verspringen
| rang   | atleet             | prestatie |
| ------ | ------------------ | --------- |
| Goud   | Antonny Ediagbonya | 7,33 m    |
| Zilver | Dudley Boeldak     | 7,27 m    |
| Brons  | Sven Jansons       | 7,20 m    |

| rang   | atlete          | prestatie |
| ------ | --------------- | --------- |
| Goud   | Tara Yoro       | 6,19 m    |
| Zilver | Anouk Vetter    | 6,11 m    |
| Brons  | Pauline Hondema | 6,03 m    |

### hink-stap-springen
| rang   | atleet            | prestatie |
| ------ | ----------------- | --------- |
| Goud   | Fabian Florant    | 15,36 m   |
| Zilver | Tarik Tahiri      | 14,79 m   |
| Brons  | Thomas Ticheloven | 14,37 m   |

| rang   | atlete          | prestatie |
| ------ | --------------- | --------- |
| Goud   | Daniëlle Spek   | 12,65 m   |
| Zilver | Meruska Eduarda | 12,50 m   |
| Brons  | Louise Taatgen  | 12,48 m   |

### hoogspringen
| rang   | atleet          | prestatie |
| ------ | --------------- | --------- |
| Goud   | Douwe Amels     | 2,15 m    |
| Zilver | Sven van Merode | 2,10 m    |
| Brons  | Marius Wouters  | 2,05 m    |

| rang   | atlete           | prestatie |
| ------ | ---------------- | --------- |
| Goud   | Jeanelle Scheper | 1,90 m    |
| Zilver | Britt Weerman    | 1,88 m    |
| Brons  | Glenka Antonia   | 1,78 m    |

### polsstokhoogspringen
| rang   | atleet           | prestatie |
| ------ | ---------------- | --------- |
| Goud   | Rutger Koppelaar | 5,75 m    |
| Zilver | Menno Vloon      | 5,60 m    |
| Brons  | Léon Mak         | 5,10 m    |

| rang   | atlete             | prestatie |
| ------ | ------------------ | --------- |
| Goud   | Femke Pluim        | 4,45 m    |
| Zilver | Killiana Heymans   | 4,25 m    |
| Brons  | Marijke Wijnmaalen | 3,85 m    |

### kogelstoten
| rang   | atleet         | prestatie |
| ------ | -------------- | --------- |
| Goud   | Mattijs Mols   | 18,80 m   |
| Zilver | Patrick Cronie | 18,71 m   |
| Brons  | Sven Poelmann  | 17,09 m   |

| rang   | atlete            | prestatie |
| ------ | ----------------- | --------- |
| Goud   | Jessica Schilder  | 17,61 m   |
| Zilver | Melissa Boekelman | 17,39 m   |
| Brons  | Benthe König      | 16,75 m   |

### Zevenkamp/Vijfkamp[1]
| rang   | atleet       | prestatie |
| ------ | ------------ | --------- |
| Goud   | Pieter Braun | 6072 p    |
| Zilver | Rafael Raap  | 5907 p    |
| Brons  | Léon Mak     | 5597 p    |

| rang   | atlete           | prestatie |
| ------ | ---------------- | --------- |
| Goud   | Emma Oosterwegel | 4306 p    |
| Zilver | Melissa de Haan  | 4157 p    |
| Brons  | Anne van de Wiel | 4154 p    |

1969 · 
1970 · 
1971 · 
1972 · 
1973 · 
1974 · 
1975 · 
1976 · 
1977 · 
1978 · 
1979 ·
1980 · 
1981 · 
1982 · 
1983 · 
1984 · 
1985 · 
1986 · 
1987 · 
1988 · 
1989 · 
1990 · 
1991 · 
1992 · 
1993 · 
1994 · 
1995 · 
1996 · 
1997 · 
1998 · 
1999 · 
2000 · 
2001 · 
2002 · 
2003 · 
2004 · 
2005 · 
2006 · 
2007 · 
2008 · 
2009 · 
2010 · 
2011 · 
2012 · 
2013 · 
2014 ·
2015 ·
2016 ·
2017 ·
2018 ·
2019 · 
2020 · 
2021 · 
2022 · 
2023 · 
2024 · 
2025